# Augustina (film)
Augustina (v originále Augustine) je francouzský hraný film z roku 2012, který režírovala Alice Winocour podle vlastního scénáře. Snímek měl světovou premiéru na filmovém festivalu v Cannes dne 19. května 2012.

## Děj
V roce 1885 se Augustine, mladá dívka trpící hysterií, setkává s profesorem Jeanem-Martinem Charcotem, který před Lékařskou akademií demonstroval, že hypnóza může vyvolat všechny symptomy. Umožňuje mu vidět, že emocionální traumata jsou alespoň částečně zodpovědná za vznik nemoci.
Postava je inspirována Louise Augustine Gleizesovou, Charcotovou pacientkou v nemocnici Salpétrière.

## Obsazení
| Vincent Lindon        | Jean-Martin Charcot             |
| SoKo                  | Augustine                       |
| Chiara Mastroianniová | Constance Charcotová            |
| Olivier Rabourdin     | Bourneville, Charcotův asistent |
| Roxane Duran          | Rosalie, kolegyně Augustine     |
| Lise Lametrie         | vrchní sestra                   |
| Sophie Cattani        | Blanche                         |
| Grégoire Colin        | Verdan                          |
| Stéphan Wojtowicz     | Conti                           |
| Grégory Gadebois      | světák                          |
| Jean-Claude Baudracco | šéfkuchař                       |
| Audrey Bonnet         | Aimée                           |
| Frans Boyer           | sekretář Conti                  |
| Aurore Broutin        | pacientka                       |
| Jeanne Cohendy        | Mélanie, Charcotova služebná    |

## Ocenění
- Podpora od Fondation Gan pour le cinéma
- César: nominace na nejlepší debutový film (Pascaline Chavanne)